# 吡咯-2-甲酰肼
吡咯-2-甲酰肼是一种有机氮化合物，化学式为C5H7N3O。它可由2-三氯乙酰基吡咯或吡咯-2-甲酸甲酯和水合肼反应制得。它和噻吩-2-甲醛在乙醇中回流反应，可以得到N'-(噻吩-2-亚甲基)(吡咯-2-甲酰肼)。